# Commissario europeo della Bulgaria
Il commissario europeo della Bulgaria è un membro della Commissione europea proposto al Presidente della Commissione dal Governo della Bulgaria.
La Bulgaria ha diritto ad un commissario europeo dal 1º gennaio 2007, anno della sua adesione all'Unione europea.

## Lista dei commissari europei della Bulgaria
| Commissario          | Competenza                                                         | Commissione      | Periodo        | Partito |
| -------------------- | ------------------------------------------------------------------ | ---------------- | -------------- | ------- |
| Ekaterina Zaharieva  | Start-up, ricerca e innovazione                                    | von der Leyen II | 2024-in carica | GERB    |
| Iliana Ivanova       | Innovazione, ricerca, cultura, istruzione e gioventù               | von der Leyen I  | 2023-2024      | GERB    |
| Marija Gabriel       | Innovazione, ricerca, cultura, istruzione e gioventù               | von der Leyen    | 2017-2023      | GERB    |
| Marija Gabriel       | Economia e società digitali                                        | Juncker          | 2017-2023      | GERB    |
| Kristalina Georgieva | Bilancio e risorse umane (Vicepresidente)                          | Juncker          | 2010-2016      | GERB    |
| Kristalina Georgieva | Cooperazione internazionale, Aiuti umanitari e Risposta alle Crisi | Barroso II       | 2010-2016      | GERB    |
| Meglena Kuneva       | Tutela dei Consumatori                                             | Barroso I        | 2007-2010      | NDSV    |